# 斯特拉溫斯基灣
72°20′S 71°30′W / 72.333°S 71.500°W
斯特拉溫斯基灣（英語：Stravinsky Inlet）是南極洲的內灣，位於亞歷山大一世島南部，處於蕭士達高維契半島和蒙泰韋爾迪半島之間，以俄羅斯作曲家伊戈爾·費奧多羅維奇·斯特拉文斯基命名，現時由南極條約體系管理。